# Archimede (1939)
| «Аркімеде»                                                                          | «Аркімеде» | «Аркімеде» |
| ----------------------------------------------------------------------------------- | --- | --- |
| Archimede (1939)                                                                    | | |
|                                                                                     | | |
| Схема італійського підводного човна типу «Брін»                                     | | |
| Верф                                                                                | Cantieri navali Tosi di Taranto, Таранто | Cantieri navali Tosi di Taranto, Таранто |
| Під прапором                                                                        | Королівство Італія | Королівство Італія |
| Належність                                                                          | Королівські військово-морські сили Італії                                                                                                   | Королівські військово-морські сили Італії                                                                                                   |
| Порт приписки                                                                       | Массауа | Массауа |
| Закладений                                                                          | 23 грудня 1937 | 23 грудня 1937 |
| Спуск на воду                                                                       | 5 березня 1939 | 5 березня 1939 |
| Введений до складу флоту                                                            | 18 квітня 1939 | 18 квітня 1939 |
| На службі                                                                           | 1939—1943 | 1939—1943 |
| Сучасний статус                                                                     | 15 квітня 1943 року затоплений американським летючим човном PBY «Каталіна» біля бразильського берега                                        | 15 квітня 1943 року затоплений американським летючим човном PBY «Каталіна» біля бразильського берега                                        |
| Бойовий досвід                                                                      | Друга світова війна Битва за Атлантику Середземномор'я                                                                                      | Друга світова війна Битва за Атлантику Середземномор'я                                                                                      |
| Проєкт                                                                              | | |
| Тип ПЧ                                                                              | торпедний ДПЧ | торпедний ДПЧ |
| Основні характеристики                                                              | | |
| Швидкість (надводна)                                                                | 17 вузлів (31 км/год) | 17 вузлів (31 км/год) |
| Швидкість (підводна)                                                                | 8 вузлів (15 км/год) | 8 вузлів (15 км/год) |
| Робоча глибина занурення                                                            | 100 м | 100 м |
| Дальність плавання                                                                  | 9 000 миль (16 000 км) на швидкості 7,8 вузлів у надводному положенні 90 милі (150 км) на швидкості 4 вузли (7,4 км) у підводному положенні | 9 000 миль (16 000 км) на швидкості 7,8 вузлів у надводному положенні 90 милі (150 км) на швидкості 4 вузли (7,4 км) у підводному положенні |
| Екіпаж                                                                              | 58 офіцерів та матросів | 58 офіцерів та матросів |
| Розміри                                                                             | | |
| Довжина найбільша (по КВЛ)                                                          | 72,5 м | 72,5 м |
| Ширина корпусу найб.                                                                | 6,7 м | 6,7 м |
| Середня осадка (по КВЛ)                                                             | 4,5 м | 4,5 м |
| Водотоннажність надводна                                                            | 1016 тонн | 1016 тонн |
| Силова установка                                                                    | | |
| дизель-електрична; 2 × дизельних двигуни Franco Tosi 2 × електродвигуни Franco Tosi | | |
| Гвинти                                                                              | 2 | 2 |
| Потужність                                                                          | 2 × 3400 к. с. (дизелі) 2 × 1300 к. с. (електродвигуни)                                                                                     | 2 × 3400 к. с. (дизелі) 2 × 1300 к. с. (електродвигуни)                                                                                     |
| Озброєння                                                                           | | |
| Артилерія                                                                           | 1 × 100-мм гармата 100/47 | 1 × 100-мм гармата 100/47 |
| Торпедно- мінне озброєння                                                           | 8 × 533-мм торпедних апаратів 14 торпед | 8 × 533-мм торпедних апаратів 14 торпед |
| ППО                                                                                 | 2 × 12,7-мм зенітних кулемети Breda Model 1931                                                                                              | 2 × 12,7-мм зенітних кулемети Breda Model 1931                                                                                              |

Не варто плутати з однойменним італійським ПЧ «Аркімеде» головним у своєму типі
«Аркімеде» (італ. Archimede) — військовий корабель, підводний човен типу «Брін» Королівських ВМС Італії за часів Другої світової війни. «Аркімеде» був закладений 23 грудня 1937 року на корабельні компанії Cantieri navali Tosi di Taranto у Таранто. 5 березня 1939 року він був спущений на воду, а 18 квітня 1939 року увійшов до складу Королівських ВМС Італії.

## Історія служби
Після введення в експлуатацію човен пройшов випробування в Таранто, а потім відплив на призначену їй базу в порту Червоного моря Массава. На початку літа 1939 року «Аркімеде» прибув до Массави, де увійшов до 82-ї ескадри (VIII група підводних човнів).
5 грудня 1939 року човен вперше вийшов у похід із Массави, який здійснив з двома або трьома іншими італійськими підводними човнами, а потім повернувся до Массави. Згодом «Аркімеде» здійснив ще два походи у мирний час, до моменту доки Італія не вступила у Другу світову війну.
У червні 1940 року після вступу Італії у Другу світову війну «Аркімеде» дістав наказ вийти в море для патрулювання берегів поздовж французького Сомалі. 19 червня «Аркімеде» вийшов з Массави під командуванням капітана Еліо Синьоріні. У ніч на 23 червня внаслідок технічної аварії на борту підводного човна чотири моряки загинули від отруєння хлорометаном, і в цей момент командир Синьоріні вирішив припинити місію і повернутися на базу. Через тривалі проблеми зі здоров'ям екіпажу «Аркімеде» довелося вирушити до Ассаба, куди він прибув 26 червня о 8:30 ранку. Двадцять чотири серйозно отруєні людини, включаючи командира Синьоріні та головного машиніста, були висаджені, і двоє з них пізніше померли, в результаті чого загальна кількість жертв досягла шести. Був призначений тимчасовий командир, який 3 липня доставив «Аркімеде» з Ассаба в Массаву. Потім «Аркімеде» перебував у порту до вересня 1940 року на ремонті, а холодоагент в його системі кондиціонування був замінений з хлорометану на фреон.
Після ремонту човен провів ще п'ять бойових походів, в яких не продемонстрував значної ефективності. У січні 1941 року, коли стало зрозуміло, що Італійська Східна Африка зрештою впаде, вирішено відправити підводні човни до Бордо, щоб спробувати врятувати їх від знищення або захоплення британцями. Усі підводні човни були модифіковані для подорожі: їхні паливні баки були збільшені, деякі торпеди і гарматні боєприпаси були вилучені.
3 березня 1941 року «Аркімеде» під командуванням капітана Маріо Сальваторі вийшов у відкрите море разом з «Гульєльмотті» і попрямував до Бордо, на італійську базу BETASOM в окупованій частині Франції. Обігнувши Африку, заправивши й поповнивши запаси німецьким танкером Northmark на своєму шляху, 7 травня 1941 року човен нарешті прибув до Бордо. «Гульєльмотті» прибув до Бордо 6 травня 1941 року. Загалом за 65 днів «Аркімеде» подолав понад 12 700 миль (23 500 км).
Весною 1942 року на човні замінили 100-мм гармату 100/47 на сучасну гармату Škoda 10 cm K10.
На початку травня 1942 року «Аркімеде» вийшов з Бордо в бойовий похід для патрулювання бразильського узбережжя. 23 травня 1942 року човен помітив крейсер і есмінець (можливо, «Мілвокі» і «Моффет»). «Аркімеде» запустив дві торпеди, були чутні вибухи, але підводному човну довелося пірнути й зазнати атаки есмінців глибинними бомбами.
15 квітня 1943 року американський летючий човен PBY-5A «Каталіна» 83-ї ескадрильї VP-83 виявив підводний човен, який рухався неподалік від бразильського берега. Побачивши літак, «Аркімеде» відкрив вогонь зі своїх зенітних гармат. Своєю чергою літак з висоти приблизно 2000 футів скинув усі 4 глибинні бомби. Підводний човен зазнав певних уражень, а через пошкодження передніх люків «Аркімеде» не зміг зануритися. Через сорок п'ять хвилин після першої атаки на місце події прибув ще один PBY-5A «Каталіна» з тієї ж ескадрильї. В результаті атак американської авіації близько 16:25 підводний човен затонув. Літаки помітили, як у воді плавали близько 30–40 людей, що вижили, і скинули три плоти. Літак, відправлений наступного дня, не зміг знайти вцілілих. Тим часом плоти дрейфували кілька днів, і незабаром більшість людей померли від поранень і нестачі води. На двадцять дев'ятий день після затоплення пліт викинуло на берег острова Байліка біля західного берега річки Амазонки; два бразильських рибалки знайшли живим лише одного вцілілого.